# تلسکوپ گریگوری

نموداری از مسیر نور در تلسکوپ گریگوری

تلسکوپ گریگوری (انگلیسی: Gregorian telescope) نوعی از تلسکوپ‌های بازتابی است. این تلسکوپ را ریاضیدان و ستاره‌شناس اسکاتلندی جیمز گریگوری در سدهٔ هفدهم طراحی کرد. در سال ۱۶۷۳ رابرت هوک برای اولین بار با استفاده از این طرح آن را ساخت. جیمز گریگوری معاصر اسحاق نیوتن بود. هر دو دامشمند اغلب به‌طور همزمان روی پروژه‌های مشابهی کار می‌کردند. طرح گرگوری در سال ۱۶۶۳ منتشر شد و این پیش از نخستین تلسکوپ بازتابی عملی؛ تلسکوپ نیوتنی، ساخته شده توسط سر اسحاق نیوتن در سال ۱۶۶۸ است. طراحی گرگوری تنها یک توصیف نظری بود. او هرگز تلسکوپ را نساخته‌است. این تلسکوپ تا پنج سال پس از اولین تلسکوپ بازتابی نیوتن با موفقیت ساخته نشد.

## تاریخچه
نام تلسکوپ گریگوری از طرح جیمز گریگوری گرفته شده‌است که در سال ۱۶۶۳ در نشریهٔ Optica Promota (پیشرفت اپتیک) او ظاهر شد. طرح‌های نظری مشابهی در نوشته‌های بوناونتورا کاوالیری (Lo Specchio Ustorio (دربارهٔ آینه‌های سوزان)، ۱۶۳۲) و مارین مرسن (L'harmonie universalle, 1636)) دیده شده‌است. تلاش‌های اولیهٔ گرگوری برای ساخت تلسکوپ با شکست مواجه شد، زیرا او خود مهارت عملی چندانی نداشت و نتوانست فرد ماهری را که بتواند واقعاً آن را بسازد پیدا کند. تنها ده سال پس از انتشار گریگوری، به کمک علاقه دانشمند تجربی رابرت هوک، شکل عملی آن ساخته شد. اپتیک دان و سازنده تلسکوپ اولیه اسکاتلندی، جیمز شورت، تلسکوپ‌های گریگوری را با آینه‌های سهموی ساخته شده از آلیاژ آینه فلزی بسیار بازتابنده ساخت.

## طرح
تلسکوپ گرگوری از دو آینه مقعر تشکیل شده‌است: آینهٔ اولیه (یک سهمی‌گون مقعر) نور را جمع‌آوری می‌کند و آن را قبل از آینهٔ ثانویه (بیضی مقعر) متمرکز می‌کند؛ جایی که از طریق سوراخی در مرکز آینهٔ اولیه منعکس می‌شود، از آنجا به انتهای پایین ابزار، جایی که می‌توان با کمک چشمی آن را دید منعکس می‌شود.
طرح گریگوری مشکل مشاهده تصویر در یک بازتابنده را با اجازه دادن به ناظر برای ایستادن پشت آینه اولیه حل کرد. این طراحی تلسکوپ تصویری را به صورت ایستاده ارائه می‌دهد و آن را برای رصدهای زمینی مفید می‌کند. همچنین به عنوان یک لنز تله فوتو با لوله آن بسیار کوتاهتر از فاصله کانونی واقعی سیستم کار می‌کند.
این طرح تا حد زیادی توسط تلسکوپ کاسگرین جایگزین شد. هنوز هم برای برخی از لکه‌های لکه‌نگاری استفاده می‌شود، زیرا این طرح بدون نیاز به منشور، تصویری عمودی ایجاد می‌کند. آزمایشگاه آینه رصدخانه استوارد حداقل از سال ۱۹۸۵ آینه‌هایی را برای تلسکوپ‌های بزرگ گریگوری می‌سازد.